# 第24回日本レコード大賞
第24回日本レコード大賞（だい24かいにほんレコードたいしょう）は、1982年（昭和57年）12月31日に帝国劇場で行われた、24回目の『日本レコード大賞』である。

## 概要
各部門賞の発表は「第24回速報！日本レコード大賞」の名で11月24日に日本青年館で発表された。
第24回の大賞は、細川たかしの「北酒場」に決定した。細川たかしは初の受賞。TBSの『ザ・ベストテン』年間ベストテン1位の楽曲が受賞したのは、第23回（1981年）に続いて2年連続。
なお、次点は松田聖子の「小麦色のマーメイド」だった。
「第13回日本歌謡大賞」の大賞を受賞するなど、大ヒットした岩崎宏美の「聖母たちのララバイ」は、作曲者が木森敏之単独から木森とジョン・スコットの共作へと急遽変更されたため、外国人作家が製作した楽曲を対象外とする当時の日本レコード大賞の基準に該当しノミネートを見送られた。 
1982年は「花の82年組」と称される新人アイドル豊作の年で、中森明菜と小泉今日子らは新人賞5組の枠に入れず落選した。
視聴率は4P下落し31.3%に落ち込む。
なお、福島県でレコード大賞が福島テレビにネットされるのは、この年が最後となった。
放送開始時間が昨年30分早まり18:30開始、放送枠も30分拡大し2時間半になった。なお大賞受賞の細川には、番組スポンサーだった三菱自動車工業から副賞としてスタリオンが送られた。

## 司会
- 総合司会:高橋圭三 - 14度目の司会。
- 司会進行:児玉清
- 司会進行:竹下景子 - 3度目の司会。
- 司会補佐:松宮一彦（TBSアナウンサー、司会補佐）

### リポーター
- 宮内恒雄（審査会場＜当時のTBS・Gスタジオ＞）
- 井上加寿子（東京都内）

## 演奏
- 長洲忠彦（指揮）
- 岡本章生とゲイスターズ
- ベストアンサンブル
- フィーリング・フリー（コーラス）
- ミュージックメン（コーラス）

## 受賞作品・受賞者一覧

### 日本レコード大賞
- 「北酒場」
  - 歌手:細川たかし - 第17回で最優秀新人賞を受賞しており、二冠を達成。
  - 作詞:なかにし礼 - 12年ぶり3度目。
  - 作曲:中村泰士 - 10年ぶり2度目。
  - 編曲:馬飼野俊一 - 8年ぶり2度目。

### 最優秀歌唱賞
- 「シルエット・ロマンス」
  - 歌手:大橋純子

### 最優秀新人賞
- シブがき隊（曲:「100%…SOかもね!」）

### 金賞
- 「越前岬」
  - 歌手:川中美幸 - 2年連続2度目。
- 「花梨」
  - 歌手:柏原芳恵
- 「北酒場」
  - 歌手:細川たかし
- 「けんかをやめて」　
  - 歌手:河合奈保子
- 「小麦色のマーメイド」　
  - 歌手:松田聖子
- 「聖・少女」
  - 歌手:西城秀樹 - 5年連続5度目。前身の歌唱賞を合わせると8度目。
- 「契り」
  - 歌手:五木ひろし - 4年連続4度目。前身の歌唱賞を合わせると9度目。
- 「夏をあきらめて」
  - 歌手:研ナオコ - 4年ぶり3度目。
- 「誘惑スレスレ」
  - 歌手:田原俊彦
- 「6番目のユ・ウ・ウ・ツ」
  - 歌手:沢田研二 - 5年連続5度目。前身の歌唱賞、大衆賞を合わせると6年連続9度目。

### 新人賞
- 石川秀美（曲:「ゆ・れ・て湘南」）
- シブがき隊（曲:「100%…SOかもね!」）
- 早見優（曲:「アンサーソングは哀愁」）
- 堀ちえみ（曲:「待ちぼうけ」）
- 松本伊代（曲:「センチメンタル・ジャーニー」）

### ゴールデン・アイドル賞
- 近藤真彦（曲:「ホレたぜ!乾杯」）

### ベスト・アルバム賞
- 「寒水魚」
  - 歌手:中島みゆき
- 「NUDE MAN」
  - 歌手:サザンオールスターズ - 3年ぶり2度目。
- 「PEARL PIERCE」
  - 歌手:松任谷由実 - 2年連続2度目。

### '82アルバムベスト10
- 「I LOVE YOU」
  - 歌手:オフコース - 2年連続2度目。
- 「寒水魚」
  - 歌手:中島みゆき - 2年連続2度目。
- 「クリシェ」
  - 歌手:大貫妙子
- 「GEORGE」
  - 歌手:柳ジョージ
- 「Tessei,」
  - 歌手:三好鉄生
- 「NIAGARA TRIANGLE Vol.2」
  - 歌手:ナイアガラトライアングル
- 「2222年ピクニック」
  - 歌手:チューリップ
- 「NUDE MAN」
  - 歌手:サザンオールスターズ - 2年連続2度目。単独賞時代のアルバム大賞を合わせると3度目。
- 「PEARL PIERCE」
  - 歌手:松任谷由実 - 2年連続2度目。
- 「FOR YOU」
  - 歌手:山下達郎 - 2年連続2度目。単独賞時代のアルバム大賞を合わせると3年連続3度目。

### 作曲賞
- 「夏をあきらめて」（歌:研ナオコ）他
  - 作曲:桑田佳祐

### 編曲賞
- 「悪女」（歌:中島みゆき）他
  - 編曲:船山基紀 - 5年ぶり2度目。

### 作詩賞
- 「小麦色のマーメイド」（歌:松田聖子）他
  - 作詩:松本隆 - 2年連続2度目。

### 特別賞
- 伊藤久男
- 渡辺はま子 - 9年ぶり2度目。
- 「横浜銀蝿」とその仲間たち （銀蝿一家）

### 企画賞
- 「十年ロマンス」「色つきの女でいてくれよ」「THE TIGERS 1982」
  - 歌手:ザ・タイガース
  - ポリドール（株）ならびに企画者・沢田研二
- 「ホテル〜それぞれの人生」
  - 歌手:菅原洋一（一部シルヴィアと）
  - ポリドール（株）
- オリジナル原盤によるSP時代・歌は命・わが人生
  - ビクター音楽産業（株） - 3年ぶり6度目。

### ロング・セラー賞
- 「望郷酒場」
  - 歌手:千昌夫 - 3年ぶり2度目。
- 「夫婦舟」
  - 歌手:三笠優子

## ゲストほか
- 北島三郎
- 田中邦衛
  - 共に最優秀歌唱賞受賞者の大橋純子を祝福。
- 岩崎宏美 - 前年の最優秀歌唱賞受賞者。受賞者の大橋純子にブロンズ像と盾とペンダントを授与。
  - なお、第52回よりブロンズ像の授与はなくなり盾のみとなる[注釈 3]。ペンダントの授与は、第30回頃よりなくなった。
- 寺尾聰 - 前年の大賞受賞者。大賞受賞者の細川たかしに花束を贈呈。
- 萩本欽一 - 細川と『欽ちゃんのどこまでやるの!?』（テレビ朝日）で共演。番組内で「北酒場」を歌ったことにより、曲の大ヒットにつながった。細川にとっては恩人のひとりである。

### 各賞プレゼンター
- 西田敏行 - 特別賞
- 三船敏郎 - 特別賞
- ディック・ミネ - 最優秀歌唱賞

## TV中継スタッフ
- 番組プロデューサー：斉藤正人・吉田恭爾
- 演出：五十嵐衞
- 舞台監督：狩野敬
- 中継：滝本裕雄
- 運営プロデューサー：野中杉二・青柳脩・中村寿雄・今里照彦・梅沢汎
- 技術プロデューサー：佐藤一郎
- 技術：大野健三・水越俊之
- 映像：村上敦彦・小山内義紀
- カラー調整：西沢正捷・九徳正弘
- 音声：椎木洋次・細谷清
- 照明：橋本英一・石川勝朗
- 音響：大鐘信慶
- 美術：三原康博
- 美術制作：和田一郎・中嶋美津夫
- 監修：松原史明
- 構成：玉井洌・沢口義明
- 取材：西沢七瀬
- 音楽・指揮：長洲忠彦
- 演奏：岡本章生とゲイスターズ・高橋達也と東京ユニオン・ベストアンサンブル・ポップンロールバンド（西城秀樹の当時の専属バンド）EXOTICS（沢田研二の当時の専属バンド）
- コーラス：フィーリングフリー・ミュージックメン
- 振付：西条満
- 踊り：スクールメイツ
- アシスタント：高橋圭三プロダクション・東京アナウンス学院・ゲン企画
- 製作著作：TBS
- 主催：社団法人 日本作曲家協会、日本レコード大賞制定委員会、日本レコード大賞実行委員会